# 悲しみよこんにちは (斉藤由貴の曲)
「悲しみよこんにちは」（かなしみよこんにちは）は、1986年3月21日にリリースされた斉藤由貴の5枚目のシングルである。2007年にはリメイクシングル「悲しみよこんにちは (21st century ver.)」が発売された。これについても併せて説明する。

## 概要
表題曲「悲しみよこんにちは」は、フジテレビ系アニメ『めぞん一刻』の初代オープニングテーマとして使用された。テレビアニメ版としては唯一の女性シンガーによる主題歌である。劇中では斉藤による歌唱版の他に、インストゥルメンタル版も数回使用された。
同年末のNHK『第37回NHK紅白歌合戦』には歌手兼司会として初出演し、当時番組史上最年少であった20才で紅組の司会を務め、同曲を披露した。
B面曲「お引越し・忘れもの」は斉藤自身が作詞を手掛けている。歌詞にある「七月七日」はこの詩を書いた日付を忘れないように入れたもの。
オリコンの集計では、斉藤由貴のシングルとして「夢の中へ」に次ぐ売り上げを記録した。

## 収録曲
1. 悲しみよこんにちは
作詞：森雪之丞 / 作曲：玉置浩二 / 編曲：武部聡志
  - フジテレビ系テレビアニメ『めぞん一刻』オープニングテーマ
  - 資生堂『モーニングフレッシュ』のコマーシャルソング
2. お引越し・忘れもの
作詞：斉藤由貴 / 作曲：亀井登志夫 / 編曲：武部聡志

## カバーしたアーティスト
太字は『めぞん一刻』関連でカバーした歌手である。
- 杉山卓夫（編曲） - 『めぞん一刻』のサウンドトラックに収録されているストリングスによるインストゥルメンタル。劇中で使用されており、2種類存在する。
- 山野さと子（1986年） - 1986年9月コロムビアミュージックエンタテインメントより発売の「最新テレビまんが大行進」の収録曲としてカバー。
- 島本須美（1987年） - 音無響子名義のアルバム『恋するKI・MO・CHI』にてカバー。
  - なお、島本は2009年配信シングル「炎のたからもの」カップリング及び、2010年発売の企画アルバム『島本須美 sings her LEGENDS』でも本曲を新アレンジにてカバーしている。
- 京田尚子（1992年） - 『めぞん一刻』ドラマアルバム『PARTY ALBUM』劇中にて五代裕作の祖母の五代ゆかりが歌う設定の下でカバー。なお、終盤は共演の島本須美（音無響子）、二又一成（五代裕作）、青木和代（一の瀬花枝）、三田ゆう子（六本木朱美）、千葉繁（四谷）、冨永みーな（七尾こずえ）と合唱する形となっている。
- さな（新谷さなえ）（2004年） - 音楽ゲーム『pop'n music 11』でカバー。
- つじあやの（2006年） - トリビュートアルバム『Words of 雪之丞』でカバー。
- 下川みくに（2006年） - アルバム『Remember』でカバー。
- 中村繪里子（2007年）- 天海春香名義で、CD『THE IDOLM@STER MASTER ARTIST 01 天海春香』でカバー。
- romi（2008年） - アルバム『あのうた』でカバー。
- 田中理恵（2009年） - アニメ『ハヤテのごとく!』の登場人物マリア名義で、「ハヤテのごとく! キャラクターカバーCD 〜選曲：畑健二郎〜」でカバー。
- まかべまお（2009年） - 企画アルバム『愛 Love Jユーロ』でカバー。
- 平野綾（2010年）- アニメ『WHITE ALBUM』の登場人物森川由綺名義で、キャラクターソングシングル『恋色空』カップリングでカバー。
- 今井ゆうぞう（2010年） - アルバム『君と歩いた時間』でカバー。
- 玉置浩二（2012年） - セルフカバー。セルフカバーアルバム『Offer Music Box』に収録されている。
- 岩男潤子（2013年） -  アニソンカヴァーアルバム『Anison A to Z』にてカバー
- 武藤彩未（2013年） - 『DNA1980 Vol.1』にてカバー
- 橋本潮・Plume （2016年） - アニソンカバーアルバム『熱烈！アニソン魂 THE BEST カバー楽曲集 TVアニメシリーズ「めぞん一刻」』にてカバー
- 森口博子 with 酒井ミキオ（2023年） - アルバム『ANISON COVERS』にてカバー。

## リアレンジ盤
「悲しみよこんにちは (21st century ver.)」（かなしみよこんにちは トウェンティ・ファースト・センチュリー・ヴァージョン）は、2007年11月28日に発売されたシングルである。発売元はティームエンタテインメント。1985年から1989年頃に発表した楽曲の、ヴォーカル録り直し&リアレンジされたリテイク音源を集めたシングルである。シングルでは初めて、リミックス作品が収録された。
「家族の食卓」は、1987年5月4日付のオリコンチャートで1位を獲得したアルバム『風夢』（1987年）に収録されていた。なお、1987年のコンピレーション・アルバム『YUKI'S BRAND』には「家族の食卓 （Long Version）」が収録されている。

### 収録曲
1. 悲しみよこんにちは (21st century ver.)　（4:12）
作詞：森雪之丞、作曲：玉置浩二、編曲：澤近泰輔
2. 夢の中へ (21st century ver.)　（4:04）
作詞・作曲：井上陽水、編曲：澤近泰輔
オリジナルがフェードアウトするのに対し、こちらは終わりがある。
3. 白い炎 (21st century ver.)　（4:49）
作詞：森雪之丞、作曲：玉置浩二、編曲：澤近泰輔
4. 家族の食卓 (21st century ver.)　（3:57）
作詞：斉藤由貴、作曲：岡本朗、編曲： 澤近泰輔
5. 悲しみよこんにちは ‐L.F.J.B Remix‐　（5:00）
6. 夢の中へ ‐Funta Remix‐　（3:55）
7. 悲しみよこんにちは (21st century ver.) Instrumental
8. 夢の中へ (21st century ver.) Instrumental
9. 白い炎 (21st century ver.) Instrumental
10. 家族の食卓 (21st century ver.) Instrumental